# جنگ‌افزار صوتی

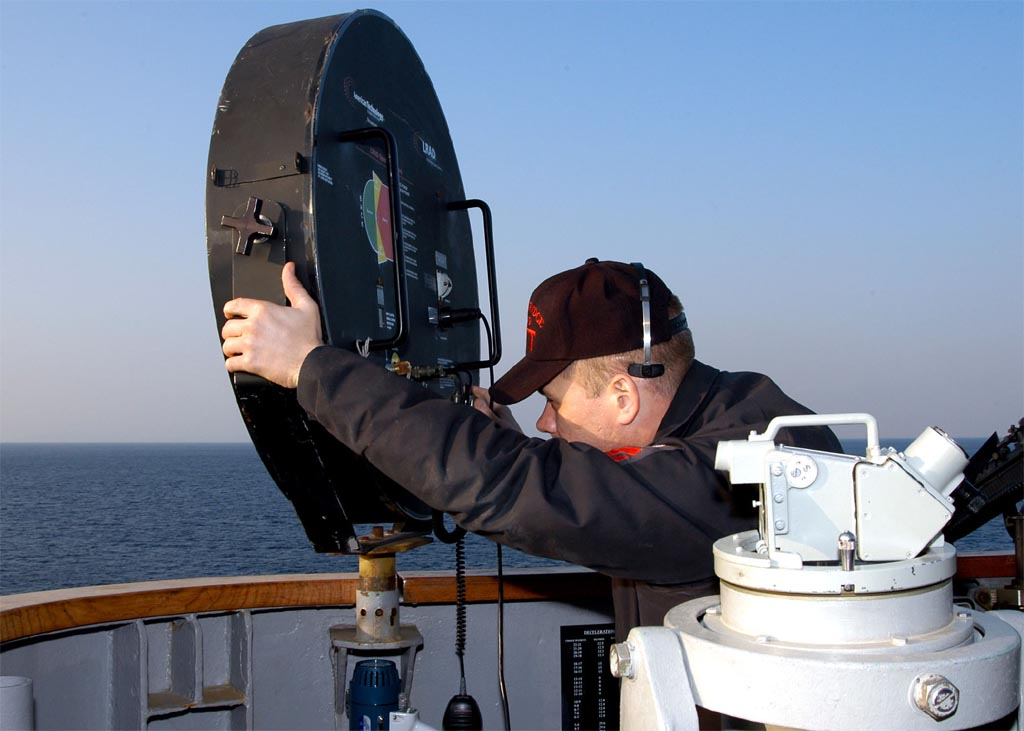
جنگ‌افزارهای صوتی آکوستیک از راه دور موسوم به (LRad) با برد صوتی بسیار وسیع

جنگ‌افزارهای صوتی (فراصوتی) یا جنگ‌افزارهای شنودی جنگ‌افزارهایی هستند که می‌توانند اهداف مورد نظر را بدون شلیک گلوله و تنها توسط ساطع کردن امواج صوتی، بسته به نوع آنها و شدت امواج نابود یا متوقف سازند.
این جنگ‌افزارها توسط نیروهای نظامی همچون ارتش و پلیس (به ویژه پلیس ضد شورش) مورد استفاده قرار می‌گیرند. این نوع جنگ‌افزارها به اشکال گوناگون موجود می‌باشند شامل: گلوله‌های صوتی، بمب‌های صوتی، مین‌های صوتی، توپ‌های صوتی و غیره. برخی از این جنگ‌افزارها امواج صوتی را به صورت متمرکز و تنه بر هدف مشخصی ساطع می‌کنند، همچون توپ‌های صوتی، اما برخی دیگر همچون بمب‌های صوتی در صورت انفجار بر محدودهٔ وسیعی تأثیر می‌گذارند.

## پیشینه
هنگام جنگ جهانی دوم دانشمندان آلمانی برای نخستین بار در آزمایشگاه‌های خود موفق به اختراع بلندگوهای غول پیکری شدند که قادر بود با امواج مادون صوت به تخریب سازه‌های شهری بپردازد. این جنگ‌افزار در صورت تکمیل قادر بود خرابی‌های جانی نیز به بار آورد.

## جنگ‌افزارهای صوتی نیروی پلیس
این جنگ‌افزارهای صوتی با برد صوتی بسیار وسیع از خود امواجی از صوت ساطع می‌کند که بسامد آن بیش از ۲٫۵ کیلوهرتز است و صداهای آژیر مانندی که تولید می‌کند بسیار بلندتر از بلندشدن جت‌های نظامی از زمین است و با وجود اینکه معمولاً این جنگ‌افزار هااز دیگر انواع آن که در ارتش استفاده می‌شوند ضعیف تر هستند، برای گوش دردناک بوده و ممکن است ناشنوایی در پی داشته باشند.

## جنگ‌افزارهای صوتی نیروی دریایی
این جنگ‌افزارها از امواج سونار برای ایجاد چیزی که نیروی دریایی آن را «گودال آکوستیک از راه دور» می‌نامد استفاده می‌کند. این سلاح قادر است تا در زیر آب اژدرها، مین‌های زیر آبی و دیگر اشیا خطرناک را نابود کند.

## بمب صوتی
بمب صوتی، بمبی است که از مواد منفجره کمتری نسبت به بمب‌های دیگر ساخته شده‌است و ویژگی‌اش ایجاد صدای زیاد است؛ ولی در فاصله کم می‌تواند کشنده باشد. کاربرد آن در ایجاد رعب و وحشت است. تا شعاع چند متری می‌تواند صدمات شدیدی به افراد وارد کرده و باعث ناشنوایی موقت یا دائم آنها شود. گاهی بمب صوتی باعث خونریزی داخلی شده و به قربانی صدمات شدیدی وارد می‌نماید.